# Ghiacciaio Linder
Il ghiacciaio Linder è un ghiacciaio situato sulla costa di Oates, nella regione nord-occidentale della Dipendenza di Ross, in Antartide. In particolare, il ghiacciaio, il cui punto più alto si trova a circa 2000 m s.l.m., ha origine nella parte centro-occidentale della dorsale Lanterman, nella zona centro-meridionale dei monti Bowers, e da qui fluisce verso sud a partire dal versante meridionale del monte Bernstein, fino ad unire il proprio flusso a quello del ghiacciaio Hunter a est del monte Lugering.

## Storia
Il ghiacciaio Linder è stato mappato da membri dello United States Geological Survey grazie a fotografie scattate durante ricognizioni aeree effettuate dalla marina militare statunitense nel periodo 1960-62, ed è stato poi così battezzato dal comitato consultivo dei nomi antartici in onore del tenente della riserva della marina militare statunitense Michael A. Linder, ufficiale amministrativo e delle comunicazioni presso la stazione di ricerca McMurdo nell'inverno del 1967.